# Elachiptera minima
Elachiptera minima är en tvåvingeart som beskrevs av Kanmiya 1983. Elachiptera minima ingår i släktet Elachiptera och familjen fritflugor. Inga underarter finns listade i Catalogue of Life.